# 七龙珠Z 超武斗传2
《七龙珠Z 超武斗传2》是一款由万代公司制作的对战型格斗类游戏。本游戏是《七龙珠Z 超武斗传》的续作，于1993年12月17日在超级任天堂发行。
与前作相比，本游戏进行了图形和系统的改良。悟空的一些隐藏的技能被开发，能够进行一些更为激烈的战斗。
本游戏共售出120万份。